# Chartum
Chartum (arab. الخرطوم al-Ḫarṭūm, czyli „trąba słonia”) – stolica Sudanu, położona w miejscu, w którym łączą się wody Nilu Białego i Błękitnego. Główny ośrodek polityczny, handlowy i kulturalny kraju, ważny węzeł komunikacyjny. Uniwersytet założony w 1903. Liczba mieszkańców wynosi 2 568 590 (2010)– jest to drugie pod względem ludności miasto kraju. Wraz z sąsiednimi miastami Omdurmanem i Chartumem Północnym tworzy zespół miejski, który zamieszkuje około 4,8 mln mieszkańców.

## Geografia
Chartum leży w dolinie Nilu, w miejscu, gdzie Nil Biały na drodze do Morza Śródziemnego przyjmuje jeden z ostatnich dopływów niebędący rzeką okresową, Nil Błękitny. Miasto leży w strefie zwrotnikowej na wysokości 385 m n.p.m., na południowo-wschodnim skraju Sahary. Panuje tu klimat kontynentalny suchy, który jest tylko nieznacznie łagodzony przez bliskość położonej na południowym wschodzie Wyżyny Abisyńskiej. Roczne opady wynoszą 196 mm, a ich maksimum przypada na okres od czerwca do września. Niewielka ilość opadów sprawia, że o rozwoju miasta decyduje obfitość wód Nilu i wody gruntowe w dolinie rzeki. Średnie miesięczne temperatury to 22,4 °C w styczniu oraz 30,7 °C w lipcu. Najcieplejszymi miesiącami są maj i czerwiec, podczas których średnie temperatury przekraczają 32 °C, a także wrzesień i październik. Dwudzielność najgorętszej pory roku wiąże się z położeniem miasta pomiędzy równikiem a zwrotnikiem Raka oraz dwukrotnym górowaniem Słońca w zenicie w ciągu roku.

## Historia
Miasto zostało założone w 1821 jako posterunek egipskiej armii. Wkrótce rozwinęło się jako ośrodek handlu, także niewolników. W 1885 zostało zdobyte przez arabskich powstańców Mahdiego; w 1898 odbili je Anglicy po zwycięstwie pod nieodległym Omdurmanem.

## Transport
Chartum położony jest nad Nilem i transport rzeczny odgrywa tu tak dużą rolę, jak w Egipcie. W komunikacji po mieście najczęściej używane są kilkunastoosobowe minivany jeżdżące po stałych trasach.

### Kolej
Chartum jest istotnym sudańskim węzłem kolejowym, stąd rozchodzą się wszystkie linie kolejowe tego kraju – linia północna do Wadi Halfy przy granicy z Egiptem, linia biegnąca na wschód prowadząca nad Morze Czerwone do Port Sudan, oraz linia biegnąca na zachód do Nijali.

## Edukacja

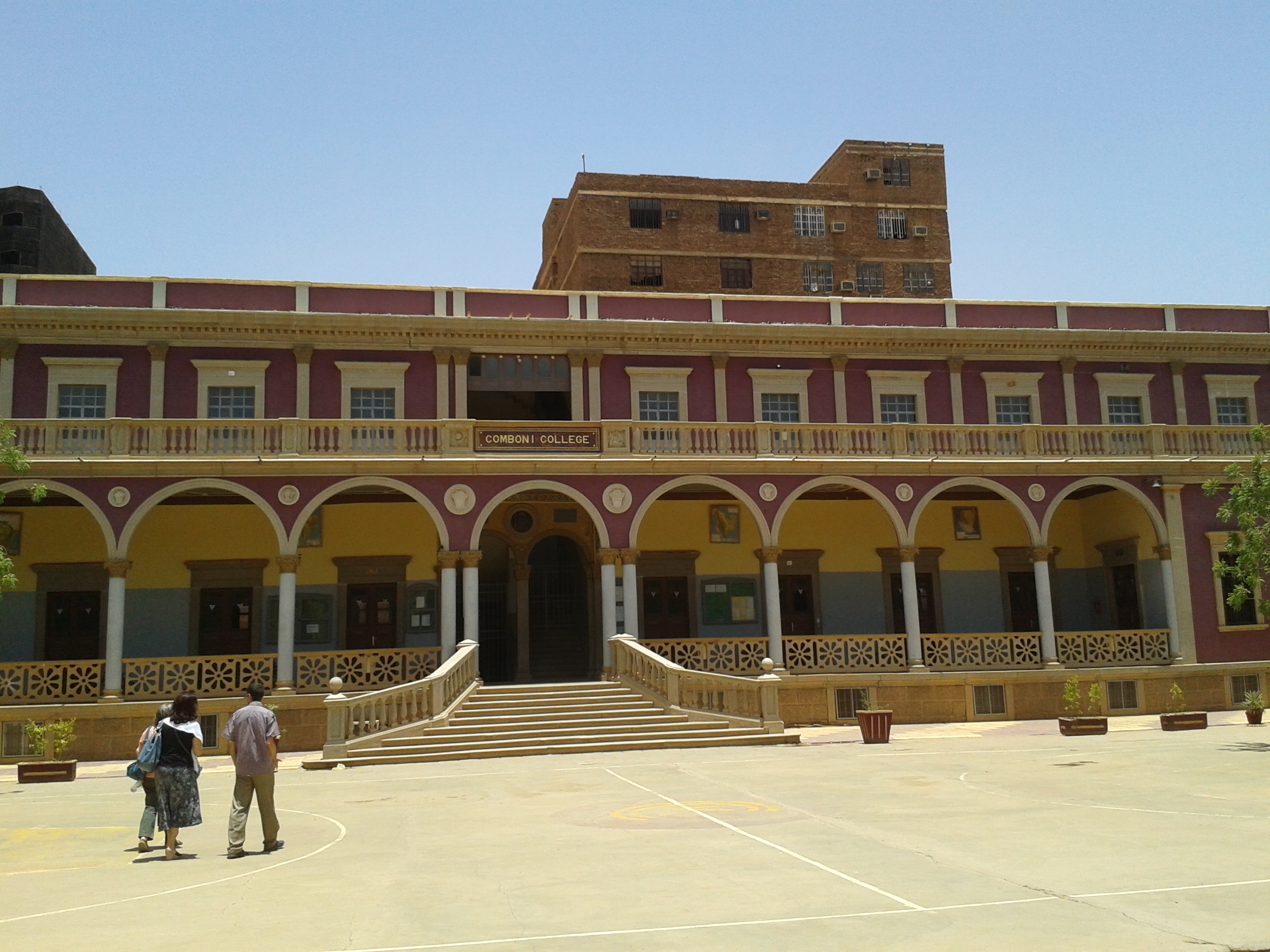
Comboni College założony na początku XX w. przez Kombonianów.

### Uczelnie
Najstarszą uczelnią jest Comboni College of Science and Technology, założony na początku XX w. przez Kombonianów.
Obecnie istnieją liczne prywatne i publiczne uniwersytety na terenie Chartumu:
- Uniwersytet An-Nilajn
- Uniwersytet Alzaiem Alazhari
- Islamski Uniwersytet Omderman
- Międzynarodowy Uniwersytet Afryki
- Uniwersytet Doliny Nilu
- Politechnika Sudańska
- Uniwersytet Chartumski
- Instytut Zdrowia Publicznego
- Powszechny Uniwersytet Sudanu

W mieście siedzibę miał także Uniwersytet Dżuby, który przeniósł swoją siedzibę z Dżuby z powodu wojny domowej w Sudanie. Po uzyskaniu niepodległości przez Sudan Południowy władze uczelni przeniosły siedzibę z powrotem do Dżuby.
Istnieje ponadto kilka prywatnych instytucji szkolnictwa wyższego.

## W kulturze
- Akcja powieści W pustyni i w puszczy rozgrywa się m.in. w Chartumie. W Chartumie, w Muzeum Narodowym mieści się część kolekcji fresków wczesnochrześcijańskich, odkrytych w czasie wykopalisk w Faras.

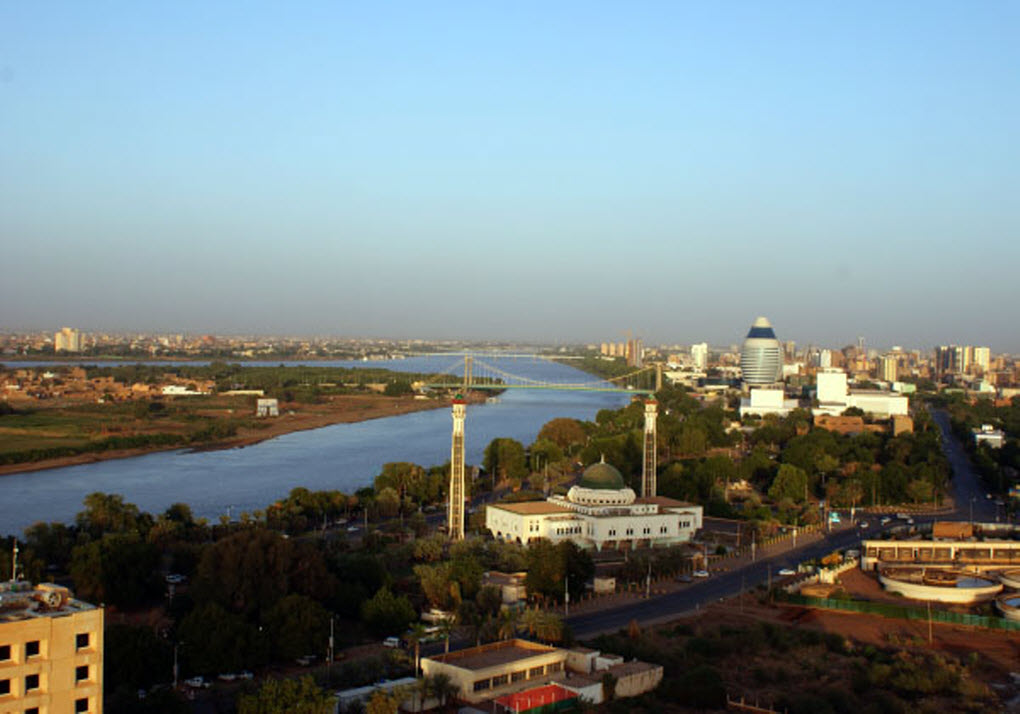
Meczet Asz-Szahid nad brzegiem Nilu

## Religia
Chartum jest miastem o większości muzułmańskiej. Istnieją jednak również mniejszościowe kościoły chrześcijańskie, jak diecezja Koptyjskiego Kościoła Ortodoksyjnego, Rzymskokatolicka Archidiecezja Chartumu.

## Miasta partnerskie
- Stambuł, Turcja
- Wuhan, Chińska Republika Ludowa
- Kair, Egipt
- Amman, Jordania
- Ankara, Turcja
- Petersburg, Rosja
- Asmara, Erytrea
- Omdurman, Sudan

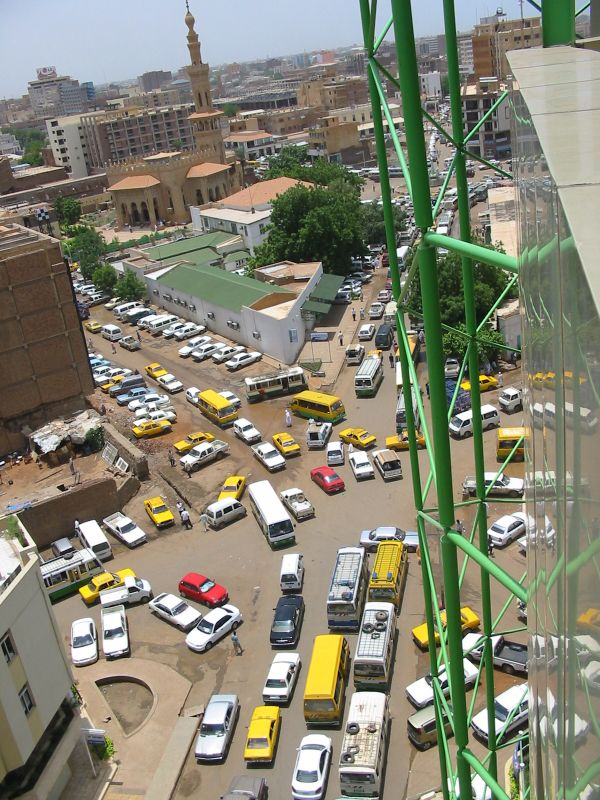
Chartum
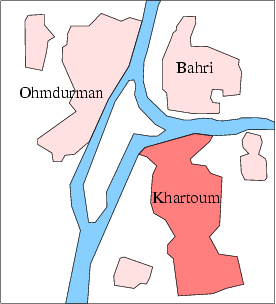
Plan aglomeracji
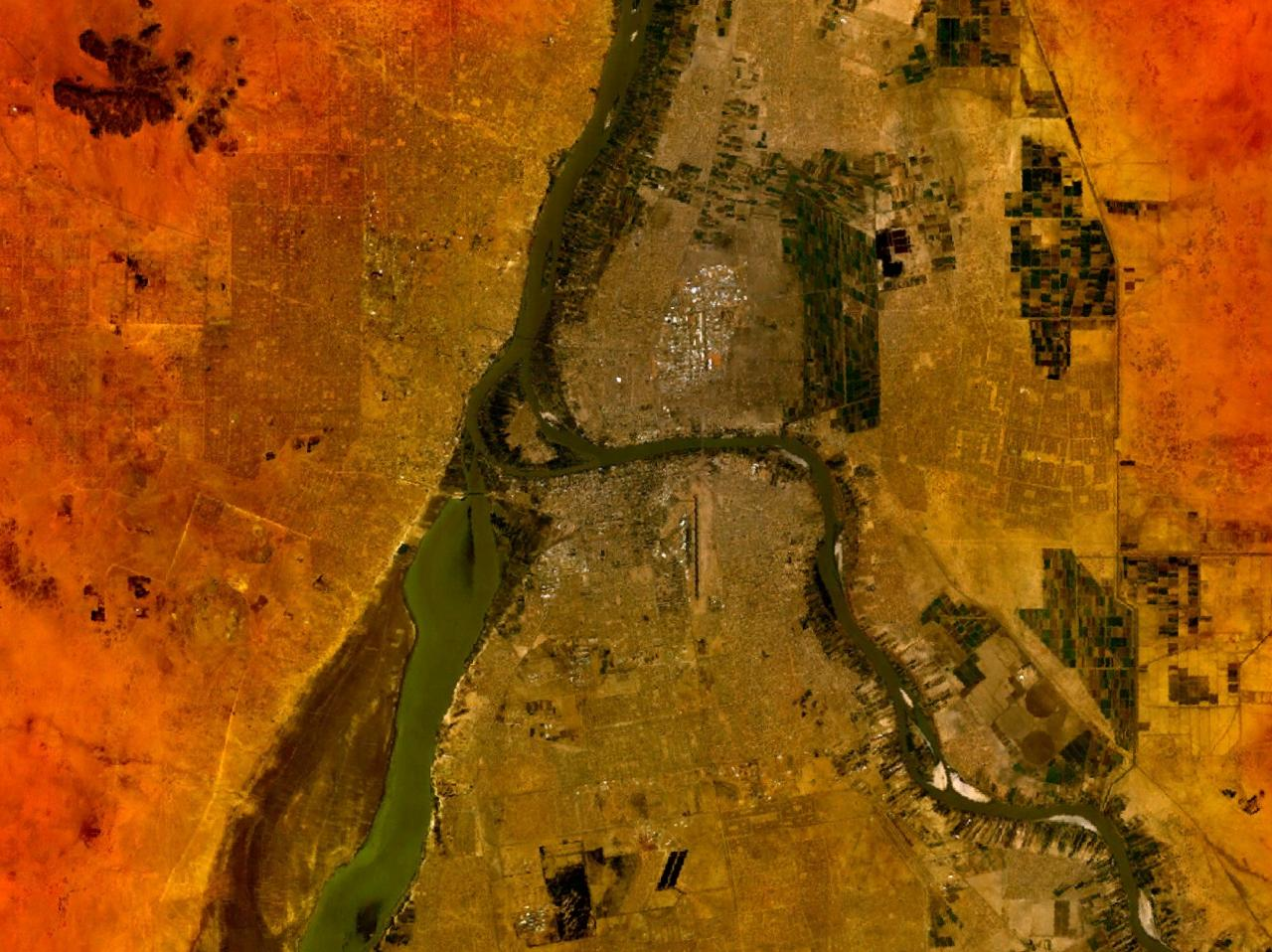
Zdjęcie satelitarne